# Андрієвське сільське поселення (Ібресинський район)
Андрі́євське сільське поселення (рос. Андреевское сельское поселение) — муніципальне утворення у складі Ібресинського району Чувашії, Росія. Адміністративний центр — присілок Андрієвка.

## Населення
Населення — 877 осіб (2019, 1014 у 2010, 1089 у 2002).

## Склад
До складу поселення входять такі населені пункти:
| Населений пункт         | Населення, осіб (2002) | Населення, осіб (2010) |
| ----------------------- | ---------------------- | ---------------------- |
| Андрієвка, присілок     | 436                    | 388                    |
| Кожакпось, селище       | 49                     | 26                     |
| Кошмаш-Тойсі, присілок  | 279                    | 227                    |
| Мале Батирево, присілок | 145                    | 154                    |
| Сюрбеєвка, присілок     | 180                    | 219                    |